# Jamie Foxx
Eric Marlon Bishop (* 13. prosince 1967 Terrell, Texas), známý jako Jamie Foxx, je americký herec, komik a zpěvák. Za roli ve filmu Ray vyhrál cenu BAFTA a Oscara za nejlepší mužský herecký výkon v hlavní roli. Získal také Zlatý glóbus za nejlepší mužský herecký výkon v muzikálu/komedii a byl nominován na několik cen Grammy.

## Život
Vychován byl adoptivními rodiči své matky. Od mládí hrál na klavír a na střední škole hrál basketbal a americký fotbal. Na vysoké škole studoval vážnou hudbu.
Od roku 1989 pracoval jako komik a v té době si změnil jméno na Jamie Foxx. Svůj filmový debut si odbyl v roce 1992 ve filmu Hračky. Následovaly role ve filmech jako Vítězové a poražení, Ali, Ray, Collateral, Mariňák, Miami Vice, Dreamgirls, Království nebo Ctihodný občan.
Jeho hudební kariéra započala v roce 1994, kdy vydal své první album Peep This. V roce 2005 vydal druhé album Unpredictable, kterého se prodalo jen ve Spojených státech přes 1,98 milionů kopií a získalo dvojnásobnou platinovou desku.
12. dubna 2023 jeho dcera Corinne informovala, že předchozí den byl její otec byl převezen do nemocnice poté, co se u něj objevily zdravotní komplikace. Spekuluje se, že právě v Georgii natáčel pro Netflix nový film ,,Back in Action” s Cameron Diaz.
Foxxova rodina několikrát oznámila zlepšení jeho zdravotního stavu, že je stabilizovaný a že jeho život není v ohrožení. 3. května 2023 Foxx zveřejnil na Instagram fotografii, ve které říká, že si „váží té lásky“ a, že se „cítí být požehnaný“. K dnešnímu dni[kdy?] je Jamie Foxx stále hospitalizovaný.

## Diskografie

### Studiová alba
| Rok  | Album                                                               | Nejvyšší umístění v hitparádě | Nejvyšší umístění v hitparádě | Ocenění                                  |
| Rok  | Album                                                               | US 200                        | US R&B                        | Ocenění                                  |
| ---- | ------------------------------------------------------------------- | ----------------------------- | ----------------------------- | ---------------------------------------- |
| 1994 | Peep This - Vydáno: 19. července 1994 - Vydavatel: 20th Century Fox | 78                            | 12                            | US: /                                    |
| 2005 | Unpredictable - Vydáno: 20. prosince 2005 - Vydavatel: J            | 1                             | 1                             | US: 2x platinové UK: stříbrné CAN: zlaté |
| 2008 | Intuition - Vydáno: 16. prosince 2008 - Vydavatel: J                | 3                             | 1                             | US: platinové                            |
| 2010 | Best Night of My Life - Vydáno: 21. prosince 2010 - Vydavatel: J    | 6                             | 2                             | US: /                                    |

### Úspěšné singly
- 2005 – „Unpredictable“ (ft. Ludacris)
- 2006 – „DJ Play a Love Song“ (ft. Twista)
- 2008 – „Just Like Me“ (ft. T.I.)
- 2009 – „Blame It“ (ft. T-Pain)
- 2010 – „Winner“ (ft. Justin Timberlake a T.I.)

## Filmografie

### Filmy
| Rok  | Název                        | Role                       | Poznámky                             |
| ---- | ---------------------------- | -------------------------- | ------------------------------------ |
| 1992 | Hračky                       | pekař                      |                                      |
| 1996 | Proč kočka není pes?         | Ed                         |                                      |
| 1996 | Velký švindl                 | Hassan El Ruk'n            |                                      |
| 1997 | Láska na černo               | Bunz                       |                                      |
| 1998 | Klub hráčů                   | Blue                       |                                      |
| 1999 | Blázniví únosci              | Michael                    |                                      |
| 1999 | Vítězové a poražení          | Willie Beamen              |                                      |
| 2000 | Vnadidlo                     | Alvin Sanders              |                                      |
| 2001 | Ali                          | Drew Bundini Brown         |                                      |
| 2003 | Hráči                        | Larry Jennings             |                                      |
| 2004 | Překročit všechna pravidla   | Quincy Watson              |                                      |
| 2004 | Collateral                   | Max                        |                                      |
| 2004 | Ray                          | Ray Charles                |                                      |
| 2005 | Stealth: Přísně tajná mise   | poručík Henry Purcell      |                                      |
| 2005 | Mariňák                      | seržant Sykes              |                                      |
| 2006 | Miami Vice                   | Ricardo Tubbs              |                                      |
| 2006 | Dreamgirls                   | Curtis Taylor, Jr.         |                                      |
| 2007 | Království                   | Ronald Fleury              |                                      |
| 2007 | Elmo's Christmas Countdown   | Sám sebe                   |                                      |
| 2009 | Sólista                      | Nathaniel Ayers            |                                      |
| 2009 | Ctihodný občan               | Nick Rice                  |                                      |
| 2010 | Na sv. Valentýna             | Kelvin Moore               |                                      |
| 2010 | Na doraz                     | Darryl                     |                                      |
| 2010 | I'm Still Here               | Sám sebe                   |                                      |
| 2011 | Rio                          | Nico (hlas)                |                                      |
| 2011 | Šéfové na zabití             | Dean Jones                 |                                      |
| 2012 | Nespoutaný Django            | Django Freeman             |                                      |
| 2013 | Útok na Bílý dům             | prezident James Sawyer     |                                      |
| 2014 | Rio 2                        | Nico (hlas)                |                                      |
| 2014 | Amazing Spider-Man 2         | Max Dillon / Electro       |                                      |
| 2014 | Všechny cesty vedou do hrobu | Django Freeman             |                                      |
| 2014 | Šéfové na zabití 2           | Dean Jones                 |                                      |
| 2014 | Annie                        | William Stacks             |                                      |
| 2017 | Hra o všechno                | Vincent Downs              |                                      |
| 2017 | Baby Driver                  | Leon "Bats" Jefferson III  |                                      |
| 2018 | Robin Hood                   | Malý John                  |                                      |
| 2019 | Obhájce nevinných            | Walter McMillian           |                                      |
| 2020 | Duše                         | Joe Gardner (hlas)         |                                      |
| 2020 | Projekt Power                | Art                        |                                      |
| 2021 | All-Star Weekend             | Malik                      | také režisér a scenárista            |
| 2021 | Spider-Man: No Way Home      | Max Dillon / Electro       |                                      |
| 2022 | Denní směna                  | Bud Jablonski              | také výkonný producent               |
| 2023 | Strays                       | (hlas)                     |                                      |
| 2023 | All-Star Weekend             | Malik / Cleveland A. Smith | také scenárista, producent a režisér |
| 2024 | Spawn                        |                            |                                      |
| 2025 | Návrat do akce               | Matt Reynolds              |                                      |

### Televize
| Rok        | Název                              | Role                   | Poznámky                                                        |
| ---------- | ---------------------------------- | ---------------------- | --------------------------------------------------------------- |
| 1991–94    | In Living Color                    | Různé role             | hlavní role (3.–5. řada), 95 dílů                               |
| 1992–93    | Roc                                | bláznivý George        | 7 dílů                                                          |
| 1996       | Hangin' with Mr. Cooper            | trenér Armstrong       | díl: „Rivals“                                                   |
| 1996       | Moesha                             | Car Salesman           | díl: „Driving Miss Moesha“                                      |
| 1996–97    | Takoví normální mimozemšťané       | Damon                  | 2 díly                                                          |
| 1996–2001  | Show Jamieho Foxxe                 | Jamie King             | hlavní role, 100 dílů, také tvůrce, režisér a výkonný producent |
| 2000, 2012 | Saturday Night Live                | Sám sebe               | díl: „Jamie Foxx/Blink-182“ a „Jamie Foxx/Ne-Yo“                |
| 2001       | MTV Video Music Awards             | Sám sebe/moderátor     |                                                                 |
| 2004       | Chappelle's Show                   | Black Tony Blair       | díl 2.13                                                        |
| 2004       | Vykoupení                          | Tookie                 | TV film                                                         |
| 2011       | When I Was 17                      | Sám sebe               | díl 3.50                                                        |
| 2013       | Skutečnost nebo kouzla             | Sám sebe               | TV speciál                                                      |
| 2016       | Jackie Robinson                    | Jackie Robinson (hlas) | dokument                                                        |
| 2017–dosud | Beat Shazam                        | moderátor              | také výkonný producent                                          |
| 2017       | White Famous                       | Sám sebe               | také výkonný producent                                          |
| 2019       | Live in Front of a Studio Audience | George Jefferson       | TV speciál                                                      |
| 2021       | Neztrapňuj mě, tati!               | Brian Dixon            | hlavní role, také výkonný producent                             |

### Hudební videa
| Rok  | Název skladby                   | Umělec            |
| ---- | ------------------------------- | ----------------- |
| 1996 | „1, 2, 3, 4 (Sumpin' New)“      | Coolio            |
| 2005 | „Gold Digger“                   | Kanye West        |
| 2010 | „We Are the World 25 for Haiti“ | Artists for Haiti |
| 2010 | „Yes“                           | LMFAO             |
| 2017 | „Sorry Not Sorry“               | Demi Lovato       |
| 2018 | „Walk It Talk It“               | Migos feat. Drake |